# Barefoot movement

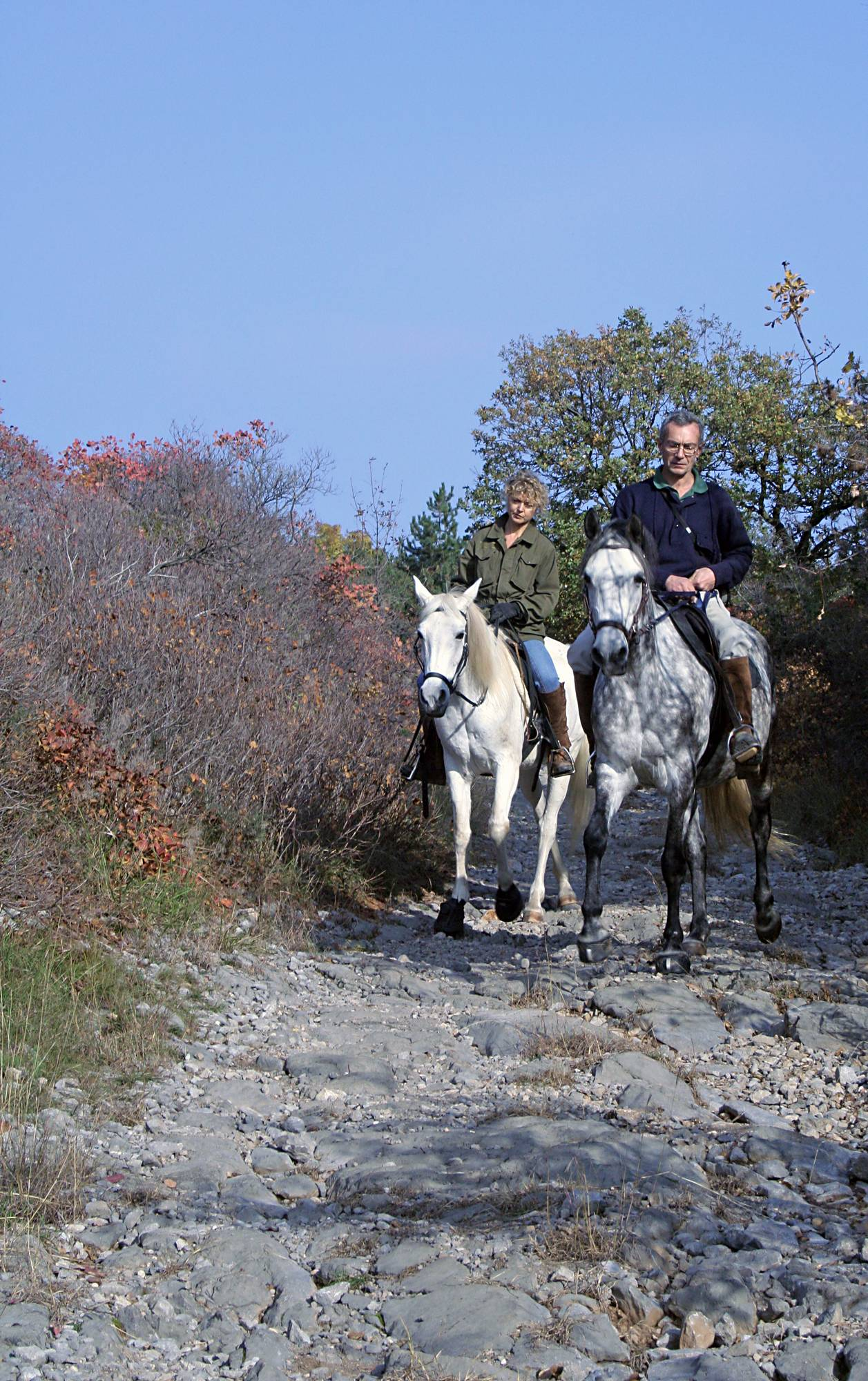
Due "barefooters" su un sentiero roccioso (Carso monfalconese, novembre 2005)

Barefoot movement e barefoot horse movement sono termini che si stanno affermando per indicare informalmente un recente fenomeno, nato negli Stati Uniti e attualmente in via di rapida diffusione nel mondo occidentale, basato su un nuovo (o "molto vecchio") punto di vista sulla cura e sulla gestione del cavallo domestico. In italiano si traduce movimento del cavallo scalzo.

## Origine del movimento
Il barefoot movement nasce a seguito della diffusione delle idee di Jaime Jackson, maniscalco statunitense, elaborate dopo alcuni anni di osservazione dell'ecologia ed etologia del cavallo mustang in libertà, nel suo ambiente naturale, e della conformazione degli zoccoli di numerosi mustang catturati nel corso del programma per il controllo della loro popolazione, a cura del BLM, durante gli anni ottanta.
Sulla base di quelle osservazioni, Jackson cominciò a sperimentare un nuovo stile di gestione del cavallo domestico, basato sulla naturalizzazione delle condizioni di vita e della dieta e su un pareggio "wild-horse", che prendeva a modello l'inusuale, e fino allora poco nota, conformazione dello zoccolo del mustang in libertà.
I ferri di cavallo, infatti, sono stati inventati durante il Medio Evo in Europa, per proteggere e rendere utilizzabili i cavalli, i cui zoccoli erano stati indeboliti dall'impossibilità di muoversi liberamente a causa della stabulazione. Prima di allora, non sembra che i cavalli domestici, compresi quelli usati dalle cavallerie greche, babilonesi, egiziane ecc., fossero ferrati. Il manuale di Senofonte sulla cura e sull'addestramento del cavallo da guerra greco raccomanda che gli zoccoli fossero mantenuti forti inserendo un'area di acciottolato nel loro recinto. I cavalli attualmente utilizzati in Mongolia e in zone del Sud America sono tuttora sferrati.
Dopo alcuni anni di esperimenti, Jackson, incoraggiato dai risultati ottenuti, abbandonò definitivamente la pratica della ferratura e quindi la propria qualifica professionale di maniscalco. Per la nuova attività professionale che praticava, creò il termine di "natural hoof care practitioner", per il quale non esiste ancora in italiano una traduzione consolidata.
Il barefoot movement ha iniziato a diffondersi rapidamente, mediante la comunicazione web e il passaparola fra proprietari di cavalli, dalla fine degli anni novanta, trovando seguito in Europa, Australia, Sudafrica.

## Diffusione
A causa della natura informale del movimento, non vi sono dati esatti sulla sua diffusione nelle comunità equestri dei vari paesi. Il numero di proprietari di cavalli, che aderiscono al movimento applicando personalmente quanto appreso sui manuali e sui numerosi siti web dedicati al "Natural hoof care", è infatti sconosciuto.
Il barefoot movement è dotato di varie strutture di riferimento (la AANHCP, American Association of Natural Hoof Care Practitioners, la AHA, American Hoof Association, il IAEP, Institute of Applied Equine Podiatry ecc.) attive nel campo dell'addestramento e certificazione della nuova figura professionale del "trimmer", nella ricerca, nelle collaborazioni internazionali con altre organizzazioni del movimento Barefoot e nella collaborazione con la comunità accademica veterinaria. In vari paesi stanno nascendo associazioni aderenti al movimento; in Italia tale ruolo è svolto dalla BHI (Barefoot Horse Italia) che fa riferimento alle linee guida della AANHCP e da "Bitless & Barefoot-studio" che fa riferimento alle linee guida della AHA.
Una delle più importanti scuole di riferimento per il pareggio è quella di Pete Ramey. Coordinatore di intelligenze e fondatore della AHA, American Hoof Association, Pete Ramey ha saputo mettere insieme molti dei professionisti maggiori e attivi in Nord America. Agronomi, veterinari, fisioterapisti, con i quali ha pubblicato nel 2011 Care and Rehabilitation of the Equine Foot edito da Hoofrehab. La sua opera audiovisiva Under the Horse, una serie della durata di 16 ore, è stata approvata dalla organizzazione dei veterinari americani per l'attribuzione di crediti formativi.
Collabora con due delle maggiori università americane nella ricerca. Il dr. Bowker (Un. statale del Michigan) è uno dei componenti dell'Advisory Panel della AHA (American Hoof Association) così come il dr. Teskey, le dottoresse Taylor, Kellon e Watt (Safergrass)
La AHA diffonde le idee ed i comportamenti propri della gestione naturale del cavallo, alimentazione semplice, spazio, branco. Si differenzia nella interpretazione della meccanica dello zoccolo. Interpretazione del naturale che comporta un diverso lavoro di pareggio a seconda delle circostanze e del terreno di lavoro.
La AHA, come altre associazioni, valuta e certifica pareggiatori a diversi livelli.

## Principi del barefoot movement

### Gli obiettivi
Gli aderenti al barefoot movement si propongono:
- un miglioramento della salute generale, della vigoria e della longevità del cavallo;
- un miglioramento dello stato di salute degli zoccoli e delle strutture interne del piede, tale da consentire al cavallo di muoversi senza disagio, a qualsiasi andatura, su ogni tipo di terreno (in inglese il concetto viene espresso più compiutamente parlando di essere sound, di essere dotato di soundness);
- una riattivazione dei meccanismi naturali di guarigione delle malattie e dei traumi ai piedi.

### Punti a sostegno
I più importanti dati di fatto citati dal barefoot movement a sostegno della loro teoria sono:
- il Mustang americano in libertà gode di ottima salute e di zoccoli straordinariamente forti e sani in assenza di ogni cura da parte dell'uomo; lo stesso vale per altre popolazioni di cavalli inselvatichiti e per gli equidi selvaggi (asino, zebra);
- il Mustang non è una razza, ma un insieme di cavalli delle razze più svariate e di ogni tipo di incrocio tra loro. Quindi, quello che vale per i Mustang vale per tutte, o quasi tutte, le razze equestri domestiche;
- alcune malattie che affliggono molti cavalli domestici, con particolare riferimento a quelle dello zoccolo (laminite, navicolite, tarlo, ecc.) sono assenti o facilmente superate dal Mustang libero;
- l'artificializzazione della gestione del cavallo (stabulazione) e la pratica della ferratura sono relativamente recenti (Medioevo). Prima di allora, il cavallo era stato allevato all'aperto e utilizzato scalzo con ottimi risultati (dimostrati, ad esempio, dalle imprese delle antiche cavallerie macedoni, greche, romane ecc);
- alcune popolazioni, note per la loro altissima "cultura del cavallo" (Mongoli), tuttora non applicano la ferratura né la stabulazione;
- la conformazione degli zoccoli dei cavalli liberi presenta - pur nell'ambito di una larga variabilità individuale - alcuni elementi morfometrici regolarmente ricorrenti (vedi The Natural Horse di Jaime Jackson), che li rendono nettamente diversi dagli zoccoli dei cavalli domestici allevati in condizioni di scarsa naturalità e ferrati in giovane età, al momento della loro prima utilizzazione.

### Il metodo
Sulla base di queste osservazioni il barefoot movement adotta:
- la naturalizzazione delle condizioni di vita del cavallo ossia:
  - l'eliminazione della stabulazione fin dal momento della nascita;
  - il mantenimento dei cavalli all'aperto, in ampi spazi con terreno variato, comprendente zone dure e punti di abbeverata naturali o simili ai naturali;
  - l'eliminazione completa o quasi completa dell'alimentazione con cereali, e l'adozione di una dieta basata su fieno secco a volontà, e sul pascolo in aree naturalizzate;
- la revisione delle pratiche di grooming;
- l'eliminazione della pratica della ferratura;
- l'esecuzione di un pareggio "wild-horse" a intervalli regolari;
- l'adozione di un programma di lavoro che assicuri al cavallo un adeguato movimento.

### I risultati dichiarati
Attraverso le pubblicazioni e i propri siti Web il barefoot movement afferma che:
- ogni cavallo, di qualsiasi razza ed età, può essere sferrato e riabilitato alla condizione "barefoot" con successo date le giuste condizioni di gestione;
- in caso di danni alle strutture interne del piede tali da pregiudicare una completa riabilitazione, la sicurezza ed il comfort del cavallo devono essere garantiti mediante l'utilizzo di protezioni adeguate differenti dal ferro e più rispettose della fisiologia del piede equino;
- nella maggioranza dei casi di gravi malattie definite "inguaribili", come la navicolite e la laminite, e in moltissime altre malattie dello zoccolo di minore gravità, la naturalizzazione dello stile di gestione e la riattivazione dei meccanismi naturali di guarigione dello zoccolo permettono la guarigione completa e la piena riabilitazione al lavoro.

## Punti di forza e punti di debolezza del movimento Barefoot

### Punti di forza
Questa l'opinione di Marjorie Smith nel suo sito Barefoot for Soundness:
"Secondo me, il movimento per il cavallo sferrato ha questi punti di forza: 
- i proprietari di cavalli stanno arrivandoci per conto loro, raccogliendo informazioni da molte fonti, e testando accuratamente sul campo le loro osservazioni ed esperienze, per raggiungere il risultato migliore;
- ci sono eccellenti istruttori che tengono corsi su come pareggiare un cavallo sferrato, e inoltre molti di noi stanno insegnando il pareggio a un amico, approfondendo l'amicizia con la condivisione di una competenza tecnica."

### Punti di debolezza
- Manca, al momento, una "scala di soundness" per registrare e riferire, in modo obiettivo e ripetibile, la situazione di partenza e i risultati ottenuti, e la tempistica di questi ultimi ma rapporti clinici cominciano ad essere pubblicati nonostante l'ostilità del sistema. Potete leggere il rapporto clinico Taylor Ramey (Università dell'Alabama) sul sito di bitlessandbarefoot-studio. Considerate che l'accesso alla pubblicazione non dipende di fatto unicamente dal valore del lavoro bensì dalle gerarchie e posizioni di rendita.
- i risultati nel campo della riabilitazione di patologie equine "inguaribili", come la laminite e la navicolite, vengono prevalentemente riferiti in termini aneddotici o in termini quantitativi di tipo generico ("la maggior parte..  molti.."); in genere mancano i numeri;
- la difficoltà di verificare la preparazione professionale di chi si propone come "pareggiatore naturale";
- la difficoltà di ottenere assistenza veterinaria adeguata dopo aver gestito il cavallo in modo "assolutamente inusuale" per l'esperienza corrente dei professionisti.

## Legami con altri movimenti e teorie
L'affermazione dell'ecologia e dell'etologia come scienze autonome, l'aumento della sensibilità ambientale, la percezione che gli animali sono "depositari di diritti" sono fenomeni relativamente recenti, con un impatto notevole anche sui rapporti fra uomo e cavallo domestico.
Il movimento barefoot origina da questo contesto, e ha relazioni, per questo motivo, con i movimenti per i diritti animali, con la doma gentile seguita all'attività pionieristica di Monty Roberts e Pat Parelli (amore, linguaggio, leadership), con il bitless riding, con il clicker training, con il balanced riding e l'uso delle selle Treeless, con l'applicazione di principi di medicina alternativa al cavallo.
Poiché queste teorie provengono da atteggiamenti culturali analoghi, molti aderenti al movimento Barefoot applicano più di una di queste nuove tendenze.